# Soul
Soul is een muziekstijl die in de jaren vijftig en zestig ontstond uit rhythm-and-blues en gospelmuziek bij de Afro-Amerikaanse bevolking in het zuiden van de Verenigde Staten. Hoofdvertegenwoordigers waren Ray Charles, Sam Cooke, James Brown, Aretha Franklin en Stevie Wonder. Bij soul figureert veelal een zanger(es) met ondersteuning van achtergrondzang en een band met ritmesectie, koperblazers en saxofoons.

## Benaming
De term werd voor het eerst gebruikt in 1961 om een muziekstijl aan te duiden die sterk beïnvloed was door gospelmuziek. Omdat jazz en rhythm-and-blues gezien werden als de muziek van de duivel, kozen zwarte artiesten een benaming die naar religie verwees. In augustus 1969 veranderde Billboard Magazine de benaming Hot Rhythm & Blues Singles in Best Selling Soul Singles.

## Geschiedenis

### Voor 1980
Soul ontstond in de jaren vijftig en zestig in de Verenigde Staten, vooral in zuidelijke staten als Georgia, Alabama, Louisiana en Mississippi. Ray Charles, geboren in Georgia, bracht een soort rhythm-and-blues die sterk beïnvloed was door gospelmuziek. De backing vocals in What'd I Say zijn vergelijkbaar met een gospelkoor. Dit liedje uit 1959 kan gezien worden als het allereerste soulnummer.
Sam Cooke, geboren in Mississippi trad aanvankelijk op onder het pseudoniem Dale Cook, omdat het zingen van wereldlijke muziek voor iemand met een gospelachtergrond toen nog taboe was. Hij werd de King of Soul genoemd. De Godfather of Soul daarentegen was James Brown, geboren in Georgia. Met zijn ruwe, uitbundige zangstijl en zijn gesyncopeerde basriffs was deze laatste ook een grondlegger van funk. Ook Jackie Wilson speelde een rol bij de overgang van rhythm-and-blues naar soul. Ike & Tina Turner combineerden invloeden van rock-'n-roll en soul. Dionne Warwick introduceerde een meer lyrische stijl met liedjes van Burt Bacharach en Hal David.
Atlantic Records, het label van Ray Charles, leverde een belangrijke bijdrage aan het ontstaan en de ontwikkeling van soul met artiesten als The Drifters, Solomon Burke, Percy Sledge, Roberta Flack en de Queen of Soul Aretha Franklin. Vanaf 1967 scoorde zij hits als Respect, A Natural Woman en Think. Haar vrije, uitgelaten zangstijl was geworteld in de gospel.
Typerend voor Memphis soul waren de energieke zangstijl, een broeierige klank met blazers en hammondorgel en een krachtig ritme in de drums. Het platenlabel Stax Records vertegenwoordigde zangers als Carla Thomas, Otis Redding, Wilson Pickett, Isaac Hayes, Sam and Dave en The Staple Singers. Een ander label in Memphis was Hi Records, dat in 1972 een hit scoorde met Al Greens Let's Stay Together.
Motown Records werd opgericht door Berry Gordy in Detroit. De gepolijste Motown sound was gericht op een wereldwijd, dus ook blank publiek. Smokey Robinson was vicevoorzitter van Motown en leadzanger van The Miracles. The Supremes scoorden een reeks hits met zangeres Diana Ross, die in 1970 de groep verliet voor een solocarrière.  Marvin Gaye ontwikkelde een expressieve zangstijl met gebruik van de falsetstem. De jonge Michael Jackson werd geïntroduceerd als lid van The Jackson 5. Stevie Wonder combineerde op zijn albums Talking Book, Innervisions en Songs in the Key of Life een vrije zangstijl met funky basriffs, synthesizer en blazers. Lionel Richie brak door als zanger van de Commodores. Andere Motownsterren waren Mary Wells, The Marvelettes, de Four Tops, The Temptations en Gladys Knight & the Pips.
Chicago soul werd ook wel soft soul genoemd wegens zijn zwoele, rijk georkestreerde klank. Voorbeelden waren The Impressions met zanger Curtis Mayfield, Etta James, Betty Everett, Earth, Wind and Fire en Minnie Riperton.
De soulproducers en liedjesschrijvers Kenneth Gamble en Leon Huff ontwierpen bij hun platenlabel Philadelphia International Records de Philadelphia sound, een warme,  klank met strijkers in combinatie met opzwepende ritmes. TSOP (The Sound Of Philadelphia), het kenwijsje van het tv-programma Soul Train, werd gespeeld door een groep van meer dan dertig studiomuzikanten onder de naam MFSB (Mother Father Sister Brother), met de zangstemmen van The Three Degrees. Andere vertegenwoordigers van de Philly sound waren Billy Paul, Harold Melvin & the Blue Notes, The O'Jays, The Trammps en Lou Rawls.
Ook in Californië werd er soul gemaakt door artiesten als Natalie Cole en Bill Withers. Laatstgenoemde werd geboren in West Virginia, maar trok naar Los Angeles om in 1971 door te breken met Ain't No Sunshine. Hij ontwikkelde een eigen klank met akoestische gitaar en strijkers. Sly & the Family Stone was een soul- en funkgroep uit San Francisco.
Halverwege de jaren zeventig leidden de meer dansbare vormen van soul tot het ontstaan van disco met artiesten als Donna Summer, Barry White en Chic. Groepen als The Jacksons, Sister Sledge, de Pointer Sisters en Rose Royce hielden zowat het midden tussen disco en soul. 
Soul verspreidde zich ook buiten de Verenigde Staten. Een voorbeeld van Britse soul was The Real Thing, een groep die in 1976 een hit scoorde met You to Me Are Everything. Wanneer blanke artiesten soul zongen, zoals Dusty Springfield en Lulu, noemde men dit blue eyed soul.

### Na 1980
In juni 1982 veranderde Billboard Magazine de naam Hot Soul Singles in Hot Black Singles. Het tijdperk van de klassieke soul was toen stilaan voorbij. Supersterren die hun wortels hadden in de soul van voor 1980, zoals Michael Jackson, Prince, Lionel Richie, Whitney Houston, Tina Turner en Janet Jackson, richtten zich op een wereldwijd publiek met dansbare muziek, gebruik van synthesizer en aanstekelijke videoclips. Andere Amerikaanse zangers bleven dichter bij de traditionele soul, zoals Luther Vandross, Teddy Pendergrass, Patti LaBelle, Chaka Khan, Randy Crawford, Anita Baker, Womack & Womack en Terence Trent d'Arby. Britse soulgroepen deze periode waren Sade, The Pasadenas, en Soul II Soul.
In de jaren negentig grepen sommige Amerikaanse artiesten terug naar de voorbeelden uit het verleden. De neo-soul of "nu soul", "new soul", was een versmelting van moderne r&b en oude soul. Mary J. Blige en Faith Evans combineerden invloeden van hiphop en soul. Andere voorbeelden van neo-soul zijn Tony! Toni! Toné!, Lauryn Hill, Macy Gray, D'Angelo, Angie Stone, Erykah Badu, Jill Scott, India.Arie en Alicia Keys.
In het Verenigd Koninkrijk kenden Lisa Stansfield en Beverley Knight succes. Verschillende Britse zangeressen uit het begin van de 21e eeuw waren eveneens beïnvloed door de soultraditie, zoals Amy Winehouse, Duffy, Adele, Joss Stone en Paloma Faith.
Nederlandse soulartiesten zijn onder anderen Ruth Jacott, Candy Dulfer, Berget Lewis, Glennis Grace, Edsilia Rombley, Sabrina Starke, Giovanca, Alain Clark en Trijntje Oosterhuis. Belgische voorbeelden zijn Boogie Boy, Sofie Verbruggen, Axelle Red, Natalia, Sandrine, Lady Linn en Selah Sue.

## Soulshow
In Nederland werd de soulmuziek, met name de discovariant, vanaf 1972 gepromoot in het radioprogramma De Soulshow. Deze show werd gepresenteerd door diskjockey Ferry Maat. Behalve de muziek van Afro-Amerikaanse bodem werd daarin ook discomuziek met soul- en jazzinvloeden van artiesten uit andere landen behandeld.
De Soulshow was achtereenvolgens te horen op de zenders Radio Noordzee Internationaal (1972-1974), TROS Radio Hilversum 3 (1974-1988), Radio 10 (1988-1990), Hitradio/Radio 538 (1992-1995), Radio Veronica (2003 tot 2009) Arrow Jazz (vanaf 2011).

## Bekende soulzangers en -zangeressen
- Adele
- Bruno Mars
- Ann Sophie
- Average White Band
- Erykah Badu
- Mary J. Blige
- James Brown
- Maxine Brown
- Solomon Burke
- Terry Callier
- Ray Charles
- Alain Clark
- Sam Cooke
- Randy Crawford
- Duffy
- Earth, Wind & Fire
- Faith Evans
- Betty Everett
- Four Tops
- Eddie Floyd
- Aretha Franklin
- Marvin Gaye
- Michael Jackson
- Macy Gray
- Al Green
- George Michael
- Donny Hathaway
- Lauryn Hill
- Brenda Holloway
- Whitney Houston
- The Isley Brothers
- Etta James
- Alicia Keys
- Chaka Khan
- Gladys Knight
- Patti LaBelle
- John Legend
- Curtis Mayfield
- Harold Melvin
- Natalia
- John Newman
- The O'Jays
- Billy Paul
- Scherrie Payne
- Johnny Pepper
- Wilson Pickett
- Barbara Randolph
- Otis Redding
- Diana Ross
- Sam & Dave
- Ben Saunders
- Marlena Shaw
- Ryan Shaw
- Percy Sledge
- Ben l'Oncle Soul
- Dusty Springfield
- Edwin Starr
- Angie Stone
- Joss Stone
- The Stylistics
- Donna Summer
- The Supremes
- The Temptations
- Jean Terrell
- Tammi Terrell
- Robin Thicke
- Carla Thomas
- The Three Degrees
- Boris Titulaer
- The Trammps
- Ike & Tina Turner
- Dionne Warwick
- Waylon
- Mary Wells
- Kim Weston
- Barry White
- Pharrell Williams
- Jackie Wilson
- Amy Winehouse
- Bill Withers
- Stevie Wonder
- Syreeta Wright